# Junjō Romantica
Junjō Romantica (純情ロマンチカ Junjō Romanchika?, lit. Romance puro) es una serie de manga de género yaoi escrita e ilustrada por Shungiku Nakamura. Es publicada por la editorial Kadokawa Shōten desde el 30 de abril de 2002, contando hasta la fecha con un total de veintinueve volúmenes publicados. La historia se centra en cuatro parejas diferentes: "la romántica", "la egoísta", "la terrorista" y "la errónea", y en el desarrollo de las mismas a lo largo de la serie. Debido a su popularidad, se han realizado numerosos CD dramas basados en el manga, así como también una novela ligera bajo el nombre de Junai Romantica, y una adaptación a serie de anime que actualmente cuenta con tres temporadas de doce episodios cada una, realizadas por parte del Studio Deen. 
Nakamura también ha escrito un spin-off de la saga titulado Sekai-ichi Hatsukoi, el cual se desarrolla alrededor de un editor de manga llamado Ritsu Onodera, quien lidia con su primer amor de la juventud, Masamune Takano. Studio Deen también fue el encargado de adaptar el manga a anime en 2011.

## Argumento
La trama de Junjō Romantica se desarrolla alrededor de tres parejas principales: «la romántica», «la egoísta» y «la terrorista». La «pareja romántica» trata acerca de la relación entre el famoso novelista Akihiko Usami y el estudiante universitario Misaki Takahashi. A petición del hermano mayor de Misaki, Takahiro —quien es un amigo de la preparatoria de Akihiko—, Akihiko acepta ser su tutor con el fin de ayudarlo a ingresar a la Universidad Mitsuhashi. Luego de una primera mala impresión y un tumultuoso intercambio de palabras, ambos comienzan a mejorar su relación hasta el punto de pasar de profesor/alumno a amantes.
La «pareja egoísta» se centra en el amigo de la infancia de Akihiko, Hiroki Kamijō. Hiroki ha estado enamorado de Akihiko desde que ambos eran niños, sin embargo, su amor hacia este siempre ha sido incorrespondido. Luego de que su amistad casi se hiciera añicos por este preciso hecho, Hiroki conoce a Nowaki Kusama, un joven humilde y trabajador que, con mucho esfuerzo, logra meterse en su vida al pedirle que sea su tutor.
La «pareja terrorista» narra la historia del compañero de trabajo de Hiroki, Yō Miyagi, y su relación con el estudiante de secundaria Shinobu Takatsuki. Luego de tres años de haberse divorciado, Miyagi es acosado por Shinobu, quien además es el hijo de su jefe y hermano menor de su exesposa. Shinobu le insiste a Miyagi que debe responsabilizarse por el hecho de haberlo enamorado tras haberlo defendido de unos delincuentes, pero Miyagi se niega a aceptar sus sentimientos debido a que le dobla la edad y ambos son hombres.
Una trama secundaria bajo el nombre de Junjō Mistake trata acerca de la relación entre el jefe de Akihiko, Ryūichirō Isaka, y su secretario, Kaoru Asahina. Asahina demuestra mediante varias acciones el respeto que tiene por el padre de Isaka, y por ende Isaka cree que Asahina está enamorado de este. Sin embargo, una fuerte pelea entre ambos los lleva a descubrir sus verdaderos sentimientos por el otro. 

## Personajes

### Junjō Romantica
Misaki Takahashi (高橋 美咲 Takahashi Misaki?)
Voz por: Takahiro Sakurai
Es un estudiante de dieciocho años de edad (posteriormente de diecinueve y veintidós años) y hermano menor de Takahiro. Al comienzo de la historia, Misaki se propone a presentar su examen de admisión para lograr entrar en la Universidad Mitsuhashi, universidad que su hermano rechazó con el fin de hacerse cargo de él tras la muerte de sus padres en un accidente automovilístico. A pesar de su personalidad infantil e impulsiva, Misaki es en realidad una persona sensible y amable. Se culpa a sí mismo por la muerte de sus padres, creyendo que si no les hubiese pedido que se apresuraran en regresar a casa ellos no habrían conducido a rápida velocidad bajo la lluvia y, en consecuencia, no se habrían estrellado. Misaki es puesto por su hermano bajo el cargo de Akihiko Usami, un amigo de la preparatoria, con el objetivo de que sea su tutor. Finalmente, Misaki y Usami comienzan una relación romántica, pero Misaki casi nunca parece estar seguro sobre sus sentimientos hacia Usami.
Akihiko Usami (宇佐見 秋彦 Usami Akihiko?)
Voz por: Hikaru Hanada
Es un popular novelista de novelas BL (Boys' Love) de veintiocho años de edad. Se sabe que Usami es el escritor más joven en recibir el distinguido premio Namori y trabaja en la editorial Maruwaka. Es una persona solitaria, dependiente y muy antojadiza, tanto es así que Misaki es el único que le tiene la paciencia suficiente como para vivir bajo el mismo techo. Le encantan los juguetes y su habitación se encuentra llena de ellos, destacando un oso de peluche al que llama "Suzuki-san". Akihiko es el tutor de Misaki para sus exámenes de ingreso a la universidad y el mejor amigo de Takahiro, hermano mayor de Misaki, de quien estuvo enamorado por casi diez años, aunque sus sentimientos no fueron correspondidos. Es muy posesivo cuando se trata de Misaki, puesto que se encela con facilidad si alguien se acerca mucho a él, cosa que le molesta a este último. Constantemente lo acosa cuando tiene oportunidad y normalmente es muy desordenado e irresponsable tanto en casa como trabajo, pero también demuestra estar perdidamente enamorado de Misaki.
Haruhiko Usami (宇佐見 春彦 Usagi Haruhiko?)
Voz por: Kōsuke Toriumi
Es el medio hermano mayor de Akihiko, hijo de la amante de su padre. Frío y de personalidad seria, Haruhiko muestra una evidente desaprobación hacia su hermano. Luego de una breve aparición en la serie, proclama que "ama" a Misaki, pero esto fue solo después de enterase de la relación romántica entre Akihiko y Misaki. Cuando comenzó a enviar flores para Misaki diciendo que finalmente sería suyo, Akihiko dijo que Haruhiko siempre estaba tratando de "tomar sus cosas".
Takahiro Takahashi (高橋 孝浩 Takahashi Takahiro?)
Voz por: Kishō Taniyama
Es el hermano mayor de Misaki y un viejo amigo de Akihiko. Akihiko estuvo enamorado de él durante mucho tiempo, pero Takahiro jamás se dio cuenta de los sentimientos de su amigo debido a su ingenuidad. Se muestra muy cariñoso hacia su hermano, incluso abandonó la escuela para hacerse cargo de un joven Misaki luego de la muerte de sus padres. A principios de la serie, se compromete y se casa con Manami Kajiwara y se traslada a Osaka debido a su trabajo. 
Keiichi Sumi (角 圭一 Sumi Keiichi?)
Voz por: Isshin Chiba
Es un estudiante de la Universidad Mitsuhashi, compañero y amigo de Misaki. Es un joven misterioso y normalmente a la gente le es difícil decir si está siendo serio o no. Es hijo del famoso novelista Ryōichi Sumi y desde pequeño ha escuchado historias sobre Akihiko, hasta tal punto que ha leído todos sus libros y lee sobre él en revistas y artículos. Aunque aparenta estar enamorado de Misaki, luego revela que en realidad está enamorado de Akihiko y que solo lo estaba usando para acercársele. A pesar de esto, Misaki y Keiichi continúan siendo buenos amigos. En la tercera temporada, se gradúa de la universidad y consigue un empleo en una compañía de video.
Eri Aikawa (相川 絵理 Aikawa Eri?)
Voz por: Noriko Namiki
Es la editora de Akihiko, así como también amiga de este y Misaki. Constantemente le exige a Akihiko terminar su trabajo a tiempo y tiende a ponerse nerviosa cuando cree que no llegarán a la fecha límite. A primera vista, Aikawa es una persona educada y agradable, pero al ver que Akihiko no ha terminado sus manuscritos y en su lugar malgasta el tiempo, enloquece, e incluso en una ocasión casi terminó atacándolo. 
Fuyuhiko Usami (宇佐見 冬彦 Usagi Fuyuhiko?)
Voz por: Jūrōta Kosugi
Es el padre de Akihiko y Haruhiko, así como también tío de Kaoruko. Ama a sus dos hijos por igual y quiere lo mejor para ellos. Sin embargo, puede llegar a ser absolutamente implacable en su necesidad de lograr esto. Al igual que Akihiko, adora los osos de felpa y disfruta el arte del tallado en madera. Se sabe que originalmente era alguien de menor estatus social y que al casarse con la madre de Akihito su estatus se elevó considerablemente, una de las razones por la cual al comienzo no estaba de acuerdo con la relación de su hijo con Misaki.
Kaoruko Usami (宇佐見 薫子 Usagi Kaoruko?)
Voz por: Nana Mizuki
Es la prima de Akihiko por lado materno. Es una joven de veinte años aspirante a chef de repostería, quien regresó a Japón luego de que se le dijera que sus padres estaban gravemente enfermos. Sin embargo, esto resultó ser una mentira orquestada por su tío Fuyuhiko, quien deseaba casarla con Haruhiko para así hacerle olvidar a su hijo su obsesión con Misaki. Al enterarse de los planes de boda, busca refugió con Akihiko y le pide quedarse en su hogar por un tiempo.
Mizuki Shiiba (椎葉 水樹 Shiiba Mizuki?)
Voz por: Hiro Shimono
Es el primo de Akihiko por lado paterno. Regresó de América para visitar a su primo y en su estadía se hospeda en su departamento. A pesar de mostrarse amable con Akihiko, se muestra frío y hostil hacia Misaki debido a que está enamorado de Kaoruko y puede ver la atracción de esta hacia él.
Shinnosuke Tōdō (藤堂 進之介 Tōdō Shinnosuke?)
Voz por: Wataru Hatano
Es un amigo y compañero Misaki. Ambos se conocieron en la fiesta de graduación de Sumi. Asiste a la Universidad Mitsuhashi como estudiante de derecho y con aspiraciones de convertirse en un agente de policía en el futuro. También es miembro del club de kendō. Los dos comparten un gran amor por el manga The☆Kan.
Kyō Ijūin (伊集 院響 Ijūin Kyō?)
Voz por: Hozumi Gōda
Es el autor del manga favorito de Misaki, The☆Kan. Cada vez que el plazo para la entrega de su manga se acerca, se vuelve muy pesimista, incluso cuando Misaki lo conoció en la editorial Marukawa se encontraba en una de sus faces pesimistas. Misaki le motivó para continuar con su manga diciéndole cuanto significaba su trabajo para él. Más tarde, Misaki es seleccionado en un sorteo para reunirse con él una vez más por una firma de autógrafos. Ha llegado a confesar que está enamorado de Misaki durante una conversación con Usagi, aunque este no se da por enterado.

### Junjō Egoist
Hiroki Kamijō (上條 弘樹 Kamijō Hiroki?)
Voz por: Kentarō Itō
Es un amigo de la infancia de Akihiko y profesor de literatura clásica en la Universidad Mitsuhashi. Hiroki es un joven de veintinueve años, solitario y muy apasionado por la literatura japonesa. Normalmente tiene un muy mal genio y es temido entre sus alumnos, quienes le apodan "El demonio Kamijō" (Oni no Kamijō), aunque en realidad es tímido y se frustra fácilmente. Hiroki inicialmente estaba enamorado de Akihiko. Seis años antes del comienzo de la historia, y, aprovechándose del amor no correspondido de Akihiko por Takahiro, le convenció de cubrir sus ojos con una venda mientras él pretendía ser Takahiro. Hiroki esperaba que una vez que ambos tuvieran relaciones, sus sentimientos cambiarían, pero pronto se dio cuenta de que nunca podría estar con Akihiko mientras él estuviera enamorado de Takahiro. Algo de tiempo más tarde, Hiroki conoció en un parque a Nowaki Kusama, un amable estudiante cuatro años menor que él. Durante los próximos seis años, Hiroki y Nowaki avanzan cada vez más en su relación, sin embargo, sus sueños y metas personales no cesan de interponerse en su camino como pareja. Hiroki se sonroja ante la más mínima insinuación de Nowaki, normalmente negándolo, a pesar de que él también le quiere. Debido a su enorme orgullo, no le gusta que Nowaki tenga demasiado control sobre él y le golpea cuando lo enfurece. Sin embargo, se preocupa siempre por el bienestar de Nowaki, siendo su mayor temor perderlo.
Nowaki Kusama (草間 野分 Kusama Nowaki?)
Voz por: Nobutoshi Canna
Cuando era bebé, fue abandonado en un orfanato durante un fuerte tifón, razón por la cual se le nombró "Nowaki" (palabra japonesa para "tifón"). Es una persona muy afable, preocupado y desinteresado, consiguiendo el cariño de los demás con mucha facilidad, pero es obstinado cuando realmente le interesa algo. Conoce a Hiroki después de que este pasara una mala noche junto a Akihiko, lo ve llorando en un banco del parque. Justo en ese momento se enamora de él a primera vista, por lo que le insiste y hace lo que sea para que Hiroki se convierta en su tutor, lo cual consigue después de evitarle un accidente (se le cayeron una pila de libros encima, pero Nowaki se interpuso) a este. Que Hiroki sea cuatro años mayor que él no le es un detalle menor, puesto que siempre se está esforzando con tal de que Hiroki lo vea como un igual y sea digno de él. Incluso cambia su objetivo inicial de estudiar trabajo social por ser médico pediatra, yendo incluso a América, y gracias a la ayuda de Hiroki lo consigue. Después de que los dos pasan algunos contratiempos, finalmente la relación de Hiroki y Nowaki se hace más fuerte, uniéndolos más.
Shinoda (篠田?)
Es un agente de bienes raíces que se reúne con Hiroki al tratar de meterlo en un contrato de bienes raíces. Él y Hiroki mantuvieron una breve relación sentimental mientras Hiroki aún lidiaba con sus conflictivos sentimientos por Akihiko. Aparece muy brevemente y solo en el manga.
Yasushi Tsumori (津森 靖 Tsumori Yasushi?)
Voz por: Susumu Chiba
Es un médico que trabaja en el mismo hospital al que va Nowaki en sus prácticas, es senpai de Nowaki y tiene conocimiento acerca de su relación con Hiroki, sus intenciones no son claras y puede llegar a ser muy persistente.

### Junjō Terrorist
Yō Miyagi (宮城 庸 Miyagi Yō?)
Voz por: Kazuhiko Inoue
Es un profesor de literatura en la Universidad Mitsuhashi y compañero de trabajo de Hiroki. Estuvo casado pero se divorció debido a su indiferencia ante los sentimientos y emociones de su esposa, Risako, quien terminó siéndole infiel. Miyagi es a menudo juguetón, como cuando se trata de las bromas hacia Hiroki, aunque su verdadero carácter es mucho más serio debido a su pasado. Durante su adolescencia, estuvo enamorado de su profesora, quien falleció debido a una enfermedad. Miyagi llevaba flores a la tumba de su profesora cada año hasta la aparición de Shinobu, a quien confiesa su amor frente a su tumba. Termina estableciendo una relación con Shinobu a pesar de aún cuestionar sobre la diferencia de edad y el hecho que sea hermano de su exesposa, pero su elección nunca está exenta de problemas: el terrorista siempre está al acecho.
Shinobu Takatsuki (高槻 忍 Takatsuki Shinobu?)
Voz por: Daisuke Kishio
Es un joven estudiante de preparatoria de diecisiete años, hijo del director de la Universidad Mitsuhashi y hermano menor de la exesposa de Miyagi. Se enamora de Miyagi cuando lo ve en la biblioteca rodeado de libros viejos, posteriormente Miyagi lo salva de unos delincuentes, lo cual Shinobu piensa que es el destino. Ese mismo día se entera de que es el novio de su hermana y van a casarse, después de la boda Shinobu decide irse a estudiar a Australia. Pasan tres años, cuando quiere olvidarse de Miyagi se entera del divorcio de este y vuelve a Japón. le dice que se responsabilice de su amor. 
Tiene calificaciones perfectas, en lo emocional es fuerte, celoso, y terco, lo primero que encontró en el refrigerador de Miyagi fue repollo, lo cocinó y quedó mal, no paró de cocinar esto hasta que le salió bien. Terminó estudiando leyes en la Universidad de Tokio y viviendo en el apartamento de Miyagi.

### Junjō Mistake
Ryūichirō Isaka (井坂 龍一郎 Isaka Ryūichirō?)
Voz por: Toshiyuki Morikawa
Es el editor de Akihiko y amigo de infancia de Haruhiko. Tiene 32 años en la línea temporal actual de la historia. Junjō Mistake toma lugar 10 años antes. El aspiraba a ser novelista, pero su verdadero talento está en encontrar a los futuros best-sellers.
La diferencia entre el Isaka que se nos presenta en la línea temporal de Junjō Romantica y los actos de Junjō Mistake son ligeras, el Isaka de 10 años atrás se nos presenta como una persona insegura, algo más inocente y frustrada porque tenía todo salvo lo que él realmente deseaba: Asahina Kaoru, quien es su amigo de infancia y del cual vive perdidamente enamorado.
Kaoru Asahina (朝比奈 薫 Asahina Kaoru?)
Voz por: Ryōtarō Okiayu
Kaoru es el asistente de Ryūichirō; llegó a trabajar para la familia de Isaka cuando la empresa de su familia quebró. Originalmente comenzó siendo el compañero de juegos de Isaka, pero el destino le deparaba algo más que hacer de niñero.
Es una persona muy reservada, que rara vez muestra perturbación y sonríe en determinadas ocasiones, como por ejemplo, cuando le habla el padre de Isaka, provocando sin entender porqué la furia de Ryuichiro. Pero en el fondo es una persona muy atenta y cálida con la persona que él ama.

## Contenido de la obra

### Manga
Escrito e ilustrado por Shungiku Nakamura, Junjō Romantica comenzó su serialización en la revista Asuka Ciel de Kadokawa Shoten en 2002. El primer volumen fue lanzado el 2 de junio de 2003, cuenta con 29 volúmenes publicados hasta 2024.
El manga ha sido licenciado para su publicación en Estados Unidos por Blu Manga, una rama de Tokyopop, hasta el posterior cierre de la empresa en mayo de 2011. Tokyopop publicó un total de doce volúmenes en inglés. Junjō Romantica se posicionó entre los mangas más vendidos de 2008, siendo también el manga de temática yaoi con más ventas en línea. En julio de 2009, el volumen diez ocupó el puesto número seis en la lista las novelas gráficas más vendidas de New York Times, mientras que el volumen doce ocupó el puesto número cuatro de la misma lista en septiembre de 2010.

#### Lista de volúmenes
| N.º | Título       | Fecha de lanzamiento    | ISBN original          |
| --- | ------------ | ----------------------- | ---------------------- |
| 1   | «Volumen 1»  | 2 de junio de 2003      | ISBN 978-4-04-853606-6 |
| 2   | «Volumen 2»  | 27 de noviembre de 2003 | ISBN 978-4-04-853702-5 |
| 3   | «Volumen 3»  | 28 de mayo de 2004      | ISBN 978-4-04-853748-3 |
| 4   | «Volumen 4»  | 28 de octubre de 2004   | ISBN 978-4-04-853778-0 |
| 5   | «Volumen 5»  | 27 de abril de 2005     | ISBN 978-4-04-853848-0 |
| 6   | «Volumen 6»  | 28 de octubre de 2005   | ISBN 978-4-04-853907-4 |
| 7   | «Volumen 7»  | 1 de mayo de 2006       | ISBN 978-4-04-853953-1 |
| 8   | «Volumen 8»  | 1 de febrero de 2007    | ISBN 978-4-04-854072-8 |
| 9   | «Volumen 9»  | 1 de noviembre de 2007  | ISBN 978-4-04-854137-4 |
| 10  | «Volumen 10» | 1 de abril de 2008      | ISBN 978-4-04-854162-6 |
| 11  | «Volumen 11» | 1 de diciembre de 2008  | ISBN 978-4-04-854270-8 |
| 12  | «Volumen 12» | 1 de septiembre de 2009 | ISBN 978-4-04-854362-0 |
| 13  | «Volumen 13» | 1 de julio de 2010      | ISBN 978-4-04-854489-4 |
| 14  | «Volumen 14» | 1 de mayo de 2011       | ISBN 978-4-04-854628-7 |
| 15  | «Volumen 15» | 1 de mayo de 2012       | ISBN 978-4-04-120226-5 |
| 16  | «Volumen 16» | 19 de diciembre de 2012 | ISBN 978-4-04-120269-2 |
| 17  | «Volumen 17» | 30 de agosto de 2013    | ISBN 978-4-04-120863-2 |
| 18  | «Volumen 18» | 31 de julio de 2014     | ISBN 978-4-04-101893-4 |
| 19  | «Volumen 19» | 1 de julio de 2015      | ISBN 978-4-04-103123-0 |
| 20  | «Volumen 20» | 1 de diciembre de 2015  | ISBN 978-4-04-103321-0 |
| 21  | «Volumen 21» | 1 de septiembre de 2016 | ISBN 978-4-04-104272-4 |
| 22  | «Volumen 22» | 28 de diciembre de 2017 | ISBN 978-4-04-106077-3 |
| 23  | «Volumen 23» | 1 de septiembre de 2018 | ISBN 978-4-04-107270-7 |
| 24  | «Volumen 24» | 30 de agosto de 2019    | ISBN 978-4-04-108604-9 |
| 25  | «Volumen 25» | 1 de septiembre de 2020 | ISBN 978-4-04-109804-2 |
| 26  | «Volumen 26» | 1 de septiembre de 2021 | ISBN 978-4-04-111661-6 |
| 27  | «Volumen 27» | 1 de septiembre de 2022 | ISBN 978-4-04-112838-1 |
| 28  | «Volumen 28» | 1 de septiembre de 2023 | ISBN 978-4-04-113577-8 |
| 29  | «Volumen 29» | 30 de agosto de 2024    | ISBN 978-4-04-115004-7 |
| 30  | «Volumen 30» | 1 de septiembre de 2025 | ISBN 978-4-04-116454-9 |

## Información

### Anime
La adaptación a serie de anime fue producida por el estudio de animación Studio Deen y dirigida por Chiaki Kon. Su primera temporada comenzó a emitirse el 10 de abril de 2008 y finalizó el 26 de junio con un total de doce episodios. Una segunda temporada, también de doce episodios, comenzó a transmitirse desde el 12 de octubre de 2008. El 28 de marzo de 2012, se anunció la producción de un OVA que fue lanzado más tarde ese año, el 20 de diciembre de 2012, junto a una edición especial del volumen 16 del manga. En agosto de 2013, se anunció que se estaba trabajando en un nuevo material. El 30 de julio de 2014, se confirmó el lanzamiento de una tercera temporada de la serie, cuyo estreno se programó para el 8 de julio de 2015.
La serie cuenta con cuatro canciones originales, dos de apertura y dos de cierre. Pigstar interpretó ambos temas de apertura, siendo el primero Kimi-Hana (君花?) utilizado para el primer tema de apertura, y Shōdō (衝動?) para la segunda temporada. El primer tema de cierre es Baby Romantica de Script, mientras que el segundo es Aioi-Aioi- de Juned. El tema de apertura para la tercera temporada es Innocent Graffiti de Fo'xTails y el tema de cierre es Kawaranai Sora de Luck Life.
El anime ha sido licenciado en Estados Unidos por Kadokawa Pictures USA; con la primera temporada siendo lanzada el 4 de mayo de 2010.  La serie no fue doblada en inglés, sino que fue lanzada en japonés con sus respectivos subtítulos. El OVA fue lanzado con el volumen 16, el 20 de diciembre de 2012. Nozomi Entertainment relanzó la serie en formato Blu-ray el 17 de julio de 2017.

## Recepción
De acuerdo con Oricon y DVD de venta los datos de Animesuki, el primer DVD para la adaptación de Junjō Romantica fue lanzado el 25 de julio de 2008 y se convirtió en un éxito, vendiendo 8.406 copias en su primera semanas. En la actualidad, el debut más vendido cuarto DVD para una serie de anime de 2008, justo después de Gundam 00, Macross Frontier y Aria de la Originación.
Continuó hacer hincapié en el anime Oricon DVD listas durante la segunda semana de gráficos en la parte superior 5 con ventas totales para el primer DVD en 10.986 ejemplares. Con estas ventas, que actualmente está clasificado en el número 1 de la categoría shōjo en las ventas de DVD para el año 2008. De acuerdo a las ventas de Oricon durante los últimos cinco años, es el más vendido BL (Boys' Love) anime hasta ahora y ha obtenido los mejores resultados en las listas.
De acuerdo al sitio web Animesuki, las ventas de DVD de la segunda temporada han dado excelentes resultados, así, la venta de un promedio de 7.000 a 8.000 ejemplares que hace que sea una de las series anime más rentables del año. Es constantemente ocupaban un lugar muy destacado en Amazon Japón para la categoría de DVD.